# Рауно Саппінен
Рауно Саппінен (ест. Rauno Sappinen; нар. 23 січня 1996, Таллінн, Естонія) — естонський футболіст, нападник «П'яста» (Гливиці) та національної збірної Естонії, який виступає в оренді за «Сталь» (Мелець).

## Клубна кар'єра

### «Флора»
Вихованець клубів «Коткас Юніор» (2004), «Мустамяе» (2005) та молодіжної академії «Флори» (2006—2012). Спочатку виступав за третю та другу команди «Флори», в яких провів 32 матчі чемпіонату, відзначився 6-ма голами. За вище вказану команду у Мейстрілізі дебютував 2 березня 2013 року в переможному (4:1) поєдинку проти «Калева» (Таллінн). Першим голом за столичний клуб відзначився 14 травня в переможному (4:1) матчі проти «Таммеки» (Тарту). Свою першу результативну передачу зробив 8 серпня 2014 року в нічийному (2:2) матчі проти «Інфонета» (Таллінн). У сезоні 2015 року вперше виграв Мейстрілігу. Завдяки вдалим виступам у 2015 році визнаний найкращим молодим футболістом року в Естонії. Ставав найкращим бомбардиром «Флори» в лізі протягом трьох сезонів поспіль з 2015 по 2017 рік, а також найкращим бомбардиром Мейстріліги у 2017 році разом з Альбертом Просою. Свій другий титул виграв у Мейстрілізі в сезоні 2017 року та був визнаний найкращим гравцем Мейстріліги.

#### Оренда в «Беєрсхот-Вілрейк»
31 січня 2018 року в оренду до завершення сезону в бельгійський клуб «Беєрсхот-Вілрейк». Дебютував за клуб 9 лютого 2018 року в нічийному (0:0) домашньому поєдинку проти «Вестерло». Загалом у Бельгії провів два матчі

#### Оренда в «Ден Босх»
13 серпня 2018 року перейшов в оренду до кінця сезону в нідерландський клуб «Ден Босх». Дебютував в Еерстедивізі 17 серпня 2018 року та відзначився голос у переможному (2:1) виїзному матчі проти «Волендаму». Свою першу результативну передачу зробив 7 вересня 2018 року в переможному (2:0) матчі проти «Гелмонд Спорт». Загалом у Нідерландах провів 30 матчів у чемпіонаті, в яких відзначився 4-ма голами та віддав 6 результативних передач.

#### Оренда в «Домжале»
14 серпня 2019 року уклав 3-річну оренду зі словенським клубом «Домжале». Дебютував у Словенії 18 серпня 2019 року в нічийному (0:0) матчі проти «Браво», де провів на полі останні 2 хвилини вище вказаного матчу. Першим голом та результативною передачею в новому клубі відзначився 15 вересня в переможному (3:2) матчі проти «Триглава». Загалом у Словенії провів 10 матчів чемпіонату, відзначився 2-ма голами та віддав одну результативну передачу.

#### Повернення до «Флори»
Наприкінці 2019 року повернувся до «Флори». 6 липня 2021 року відзначився двома голами у переможному для «Флори» у першому матчі першого кваліфікаційного раунду Ліги чемпіонів УЄФА проти «Гіберніанса». Він знову забив у матчі-відповіді через тиждень,  в якому «Флора» перемогла із загальним рахунком 5:0 і втретє в історії клубу пройшов до другого раунду кваліфікації.

### «П'яст» (Гливиці)
22 грудня 2021 року підписав контракт на три з половиною роки з клубом польської Екстракляси «П'яста» (Гливиці), розрахований до 1 лютого 2022 року.
24 січня 2023 року перейшов у «Сталь» (Мелець) в оренду до завершення сезону з правом викупу.

## Кар'єра в збірній
Міжнародну кар'єру розпочав 2011 року в складі юнацької збірної Естонії (U-16), був капітаном юнацької збірної Естонії (U-19) та молодіжної збірної Естонії.
У футболці національної збірної Естонії дебютував 11 листопада 2015 року в переможному (3:0) товариському поєдинку проти Грузії. Першим голом за збірну відзначився 19 листопада 2016 року в нічийному (1:1) товариському матчі проти Сент-Кітс і Невіс.

## Статистика виступів

### Клубна
Станом на 21 липня 2021
| Клуб                        | Сезон             | Ліга                          | Ліга  | Ліга | Національний кубок | Національний кубок | Єврокубки | Єврокубки | Інші  | Інші | Загалом | Загалом |
| Клуб                        | Сезон             | Дивізіон                      | Матчі | Голи | Матчі              | Голи               | Матчі     | Голи      | Матчі | Голи | Матчі   | Голи    |
| --------------------------- | ----------------- | ----------------------------- | ----- | ---- | ------------------ | ------------------ | --------- | --------- | ----- | ---- | ------- | ------- |
| «Флора-3»                   | 2012              | II ліга                       | 12    | 9    | —                  | —                  | —         | —         | —     | —    | 12      | 9       |
| «Флора-2»                   | 2012              | Есілііга                      | 10    | 1    | 2                  | 0                  | —         | —         | —     | —    | 12      | 1       |
| «Флора-2»                   | 2013              | Есілііга                      | 8     | 0    | 0                  | 0                  | —         | —         | —     | —    | 8       | 0       |
| «Флора-2»                   | 2014              | Есілііга                      | 14    | 5    | 0                  | 0                  | —         | —         | —     | —    | 14      | 5       |
| «Флора-2»                   | Загалом           | Загалом                       | 32    | 6    | 2                  | 0                  | —         | —         | —     | —    | 34      | 6       |
| «Флора»                     | 2013              | Мейстріліга                   | 23    | 5    | 5                  | 0                  | 1         | 0         | —     | —    | 29      | 5       |
| «Флора»                     | 2014              | Мейстріліга                   | 12    | 2    | 3                  | 4                  | —         | —         | 1     | 0    | 16      | 6       |
| «Флора»                     | 2015              | Мейстріліга                   | 32    | 16   | 3                  | 2                  | 2         | 0         | —     | —    | 37      | 18      |
| «Флора»                     | 2016              | Мейстріліга                   | 32    | 19   | 6                  | 3                  | 2         | 1         | 1     | 1    | 41      | 24      |
| «Флора»                     | 2017              | Мейстріліга                   | 35    | 27   | 1                  | 0                  | 2         | 0         | 1     | 0    | 39      | 27      |
| «Флора»                     | 2018              | Мейстріліга                   | 2     | 0    | 0                  | 0                  | 3         | 1         | 0     | 0    | 5       | 1       |
| «Флора»                     | 2020              | Мейстріліга                   | 23    | 22   | 3                  | 0                  | 3         | 2         | 1     | 1    | 30      | 25      |
| «Флора»                     | 2021              | Мейстріліга                   | 15    | 12   | 3                  | 1                  | 3         | 4         | 1     | 1    | 22      | 18      |
| «Флора»                     | Загалом           | Загалом                       | 174   | 103  | 24                 | 10                 | 16        | 8         | 5     | 3    | 219     | 124     |
| «Беєрсхот-Вілрейк» (оренда) | 2017–18           | Перший дивізіон Б             | 1     | 0    | 0                  | 0                  | —         | —         | 1     | 0    | 2       | 0       |
| «Ден Босх» (оренда)         | 2018–19           | Еерстедивізі                  | 30    | 6    | 1                  | 0                  | —         | —         | 1     | 0    | 32      | 6       |
| «Домжале» (оренда)          | 2019–20           | Перша футбольна ліга Словенії | 10    | 2    | 1                  | 0                  | —         | —         | —     | —    | 11      | 2       |
| Усього за кар'єру           | Усього за кар'єру | Усього за кар'єру             | 259   | 126  | 28                 | 10                 | 16        | 8         | 7     | 3    | 310     | 147     |

1. ↑  У тому числі матчі кубку Естонії, кубку Нідерландів та кубку Словенії
2. 1 2 3  Матчі в Лізі Європи УЄФА
3. 1 2 3 4 5  Матчі в Суперкубку Естонії
4. 1 2  Матчі в Лізі чемпіонів УЄФА
5. ↑  Два матчі та один гол у Лізі чемпіонів УЄФА, один матч у Лізі Європи УЄФА
6. ↑  Один матч і один гол у Лізі чемпіонів УЄФА, два матчі та один гол у Лізі Європи УЄФА
7. ↑  Один матч у плей-оф Ліги Європи УЄФА
8. ↑  Матчі в плей-оф за підвищення/вибування в/з Ередивізі

### У збірній

#### По роках
Станом на 19 листопада 2022
| Національна збірна | Рік     | Матчі | Голи |
| ------------------ | ------- | ----- | ---- |
| Естонія            | 2015    | 2     | 0    |
| Естонія            | 2016    | 9     | 1    |
| Естонія            | 2017    | 5     | 1    |
| Естонія            | 2018    | 2     | 0    |
| Естонія            | 2019    | 7     | 0    |
| Естонія            | 2020    | 7     | 4    |
| Естонія            | 2021    | 11    | 2    |
| Естонія            | 2022    | 6     | 2    |
| Загалом            | Загалом | 49    | 10   |

#### По матчах
| Дата       | Місто      | Господарі            | Результат          | Гості              | Турнір                                           | Голи | Примітки  |
| ---------- | ---------- | -------------------- | ------------------ | ------------------ | ------------------------------------------------ | ---- | --------- |
| 11-11-2015 | Таллінн    | Естонія              | 3 – 0              | Грузія             | товариський матч                                 | -    | 73'       |
| 17-11-2015 | Таллінн    | Естонія              | 3 – 0              | Сент-Кіттс і Невіс | товариський матч                                 | -    | 46'       |
| 6-1-2016   | Абу-Дабі   | Швеція               | 1 – 1              | Естонія            | товариський матч                                 | -    | 46' 87'   |
| 29-3-2016  | Таллінн    | Естонія              | 0 – 1              | Сербія             | товариський матч                                 | -    | 86'       |
| 29-5-2016  | Клайпеда   | Литва                | 2 – 0              | Естонія            | Кубок Балтії                                     | -    | 79'       |
| 1-6-2016   | Таллінн    | Естонія              | 2 – 0              | Андорра            | товариський матч                                 | -    | 73'       |
| 4-6-2016   | Таллінн    | Естонія              | 0 – 0              | Латвія             | Кубок Балтії                                     | -    | 90'       |
| 8-6-2016   | Лісабон    | Португалія           | 7 – 0              | Естонія            | товариський матч                                 | -    | 63'       |
| 31-8-2016  | Пярну      | Естонія              | 1 – 1              | Мальта             | товариський матч                                 | -    | 68'       |
| 6-9-2016   | Зениця     | Боснія і Герцеговина | 5 – 0              | Естонія            | Відбір до ЧС 2018                                | -    | 86'       |
| 20-11-2016 | Бастер     | Сент-Кіттс і Невіс   | 1 – 1              | Естонія            | товариський матч                                 | 1    | 61'       |
| 9-11-2017  | Гельсінкі  | Фінляндія            | 3 – 0              | Естонія            | товариський матч                                 | -    | 60'       |
| 12-11-2017 | Та-Калі    | Мальта               | 0 – 3              | Естонія            | товариський матч                                 | 1    | 83'       |
| 19-11-2017 | Сідней     | Фіджі                | 0 – 2              | Естонія            | товариський матч                                 | -    | 61'       |
| 23-11-2017 | Порт-Віла  | Вануату              | 0 – 1              | Естонія            | товариський матч                                 | -    | 58'       |
| 26-11-2017 | Нумеа      | Нова Каледонія       | 1 – 1              | Естонія            | товариський матч                                 | -    | 46'       |
| 12-10-2018 | Таллінн    | Естонія              | 0 – 1              | Фінляндія          | Ліга націй УЄФА 2018-2019 - 1-й раунд            | -    | 71'       |
| 18-11-2018 | Афіни      | Греція               | 0 – 1              | Естонія            | Ліга націй УЄФА 2018-2019 - 1-й раунд            | -    | 86' 90+2' |
| 21-3-2019  | Белфаст    | Північна Ірландія    | 2 – 0              | Естонія            | Відбір до ЧЄ 2020                                | -    | 85'       |
| 26-3-2019  | Гібралтар  | Гібралтар            | 0 – 1              | Естонія            | товариський матч                                 | -    | 71'       |
| 8-6-2019   | Таллінн    | Естонія              | 1 – 2              | Північна Ірландія  | Відбір до ЧЄ 2020                                | -    | 61'       |
| 6-9-2019   | Таллінн    | Естонія              | 1 – 2              | Білорусь           | Відбір до ЧЄ 2020                                | -    | 83'       |
| 9-9-2019   | Таллінн    | Естонія              | 0 – 4              | Нідерланди         | Відбір до ЧЄ 2020                                | -    | 85'       |
| 10-10-2019 | Мінськ     | Білорусь             | 0 – 0              | Естонія            | Відбір до ЧЄ 2020                                | -    | 80'       |
| 13-10-2019 | Таллінн    | Естонія              | 0 – 3              | Німеччина          | Відбір до ЧЄ 2020                                | -    | 56'       |
| 8-9-2020   | Єреван     | Вірменія             | 2 – 0              | Естонія            | Ліга націй УЄФА 2020-2021 - 1-й раунд            | -    |           |
| 7-10-2020  | Таллінн    | Естонія              | 1 – 3              | Литва              | товариський матч                                 | -    | 65'       |
| 11-10-2020 | Таллінн    | Естонія              | 3 – 3              | Північна Македонія | Ліга націй УЄФА 2020-2021 - 1-й раунд            | 2    | 70'       |
| 14-10-2020 | Таллінн    | Естонія              | 1 – 1              | Вірменія           | Ліга націй УЄФА 2020-2021 - 1-й раунд            | 1    | 66'       |
| 11-11-2020 | Флоренція  | Італія               | 4 – 0              | Естонія            | товариський матч                                 | -    | 59'       |
| 15-11-2020 | Скоп'є     | Північна Македонія   | 2 – 1              | Естонія            | Ліга націй УЄФА 2020-2021 - 1-й раунд            | 1    | 49' 63'   |
| 18-11-2020 | Тбілісі    | Грузія               | 0 – 0              | Естонія            | Ліга націй УЄФА 2020-2021 - 1-й раунд            | -    | 86'       |
| 24-3-2021  | Люблін     | Естонія              | 2 – 6              | Чехія              | Відбір до ЧС 2022                                | 1    | 88'       |
| 27-3-2021  | Мінськ     | Білорусь             | 4 – 2              | Естонія            | Відбір до ЧС 2022                                | -    | 79'       |
| 31-3-2021  | Сульна     | Швеція               | 1 – 0              | Естонія            | товариський матч                                 | -    | 77'       |
| 1-6-2021   | Вільнюс    | Литва                | 0 – 1              | Естонія            | Кубок Балтії                                     | -    | 87'       |
| 4-6-2021   | Гельсінкі  | Фінляндія            | 0 – 1              | Естонія            | товариський матч                                 | 1    | 65'       |
| 10-6-2021  | Таллінн    | Естонія              | 2 – 1              | Латвія             | Кубок Балтії                                     | -    | 85'       |
| 2-9-2021   | Таллінн    | Естонія              | 2 – 5              | Бельгія            | Відбір до ЧС 2022                                | -    | 69'       |
| 5-9-2021   | Таллінн    | Естонія              | 0 – 1              | Північна Ірландія  | товариський матч                                 | -    | 46'       |
| 8-9-2021   | Кардіфф    | Уельс                | 0 – 0              | Естонія            | Відбір до ЧС 2022                                | -    | 71'       |
| 13-11-2021 | Брюссель   | Бельгія              | 3 – 1              | Естонія            | Відбір до ЧС 2022                                | -    | 59'       |
| 16-11-2021 | Прага      | Чехія                | 2 – 0              | Естонія            | Відбір до ЧС 2022                                | -    | 76'       |
| 24-3-2022  | Таллінн    | Естонія              | 0 – 0              | Кіпр               | Ліга націй УЄФА 2020-2021 - Плей-оф на вибування | -    | 62' 90+2' |
| 29-3-2022  | Ларнака    | Кіпр                 | 2 – 0              | Естонія            | Ліга націй УЄФА 2020-2021 - Плей-оф на вибування | -    | 88'       |
| 23-9-2022  | Таллінн    | Естонія              | 2 – 1              | Мальта             | Ліга націй УЄФА 2022-2023 - 1-й раунд            | 1    | 68'       |
| 26-9-2022  | Серравалле | Сан-Марино           | 0 – 4              | Естонія            | Ліга націй УЄФА 2022-2023 - 1-й раунд            | 1    | 83'       |
| 16-11-2022 | Рига       | Латвія               | 1 – 1 (5 – 3 п.п.) | Естонія            | Кубок Балтії                                     | -    | 67'       |
| 19-11-2022 | Таллінн    | Естонія              | 2 – 0              | Литва              | Кубок Балтії                                     | -    | 84'       |
| Усього     |            | Матчів               | 49                 |                    | Голів                                            | 10   |           |

#### Забиті м'ячі
| №  | Дата              | Місце                                      | Поєдинок | Суперник           | Рахунок | Результат | Змагання                           |
| -- | ----------------- | ------------------------------------------ | -------- | ------------------ | ------- | --------- | ---------------------------------- |
| 1  | 19 листопада 2016 | Ворнер Парк, Бастер, Сент-Кітс і Невіс     | 11       | Сент-Кіттс і Невіс | 1–1     | 1–1       | Товариський матч                   |
| 2  | 12 листопада 2017 | Національний стадіон, Та-Калі, Мальта      | 13       | Мальта             | 1–0     | 3–0       | Товариський матч                   |
| 3  | 11 жовтня 2020    | А. Ле Кок Арена, Таллінн, Естонія          | 28       | Північна Македонія | 1–1     | 3–3       | Ліга націй УЄФА 2020—2021 (Ліга C) |
| 4  | 11 жовтня 2020    | А. Ле Кок Арена, Таллінн, Естонія          | 28       | Північна Македонія | 2–1     | 3–3       | Ліга націй УЄФА 2020—2021 (Ліга C) |
| 5  | 14 жовтня 2020    | А. Ле Кок Арена, Таллінн, Естонія          | 29       | Вірменія           | 1–1     | 1–1       | Ліга націй УЄФА 2020—2021 (Ліга C) |
| 6  | 15 листопада 2020 | Тоше Проескі, Скоп'є, Північна Македонія   | 31       | Північна Македонія | 1–1     | 1–2       | Ліга націй УЄФА 2020—2021 (Ліга C) |
| 7  | 24 березня 2021   | Арена Люблін, Люблін, Польща               | 33       | Чехія              | 1–0     | 2–6       | кваліфікація чемпіонату світу 2022 |
| 8  | 4 червня 2021     | Олімпійський стадіон, Гельсінкі, Фінляндія | 37       | Фінляндія          | 1–0     | 1–0       | Товариський матч                   |
| 9  | 23 вересня 2022   | А. Ле Кок Арена, Таллінн, Естонія          | 46       | Мальта             | 1–0     | 2–1       | Ліга націй УЄФА 2022—2023 (Ліга D) |
| 10 | 26 вересня 2022   | Сан-Марино Стедіум, Серравалле, Сан-Марино | 47       | Сан-Марино         | 3–0     | 4–0       | Ліга націй УЄФА 2022—2023 (Ліга D) |

## Досягнення
«Флора»
- Мейстріліга
  -  Чемпіон (3): 2015, 2017, 2020

- Кубок Естонії
  -  Володар (2): 2012/13, 2015/16

- Суперкубок Естонії
  -  Володар (3): 2014, 2016, 2021

Індивідуальні
- Футболіст року в Естонії (1): 2020
- Молодий футболіст року в Естонії (2): 2015, 2018
- Футболіст року в Мейстрелізі (1): 2017
- Найкращий бомбардир Мейстрілізі (1): 2017
- Футболіст року в Мейстрелізі за версією вболівальників (2): 2015, 2017